# Fabio Lione
Fabio Lione, de son vrai nom Fabio Tordiglione, né le 9 octobre 1973 à Pise, en Toscane, est un chanteur italien. Durant sa carrière musicale, il officie dans divers groupes comme Rhapsody of Fire ou Angra. Il est également chanteur d'Eurobeat sous le nom de J. Storm.

## Biographie
Lione est né à Pise. Sa carrière commence en 1990 à l'âge de 17 ans quand il commence à chanter avec un petit groupe rock clandestin qui a joué des classiques des années 1950 et 1960 similaire à Elvis Presley. Il avait la passion pour des groupes comme Queensrÿche, Fates Warning, Crimson Glory, qui l'ont inspiré pour former son propre groupe de heavy metal.
Ses activités musicales continuent avec un groupe de jeunes de Pise, nommé Athena. Ils étaient un groupe de metal progressif avec leur propre style et a contesté diverses expressions. Lione enregistre une démo avec Athena ; c'est sa première expérience dans un groupe de metal. Lione fait vingt spectacles avec le groupe, mais après deux ans, il quitte le groupe en 1994. Athena fait leur premier album en 1995. Au début, son nom de scène était Joe Terry qui a été la combinaison des noms de ses héros favoris » dans les jeux japonais (Joe Higashi et de Terry Bogard de Fatal Fury). Son premier matériel musical était un Shure SM 58 micro.

### Rhapsody of Fire
En 1997, il devient le chanteur à long terme du groupe de heavy metal et power metal Rhapsody. Rhapsody fait la rencontre de Lione aux Gate Pathway Studio de Wolfsburg, en Allemagne, après l'avoir entendu chanter sur l'album Piece of Time de Labyrinth. Plus tard dans l'année, leur premier album, Legendary Tales, est publié avec Lione au chant. Il est suivi par un deuxième album, Symphony of Enchanted Lands, en 1998, puis par Dawn of Victory en 2000. Il quitte le groupe en septembre 2016.

### Kamelot
Le 16 décembre 2010, le groupe de power metal américain Kamelot annonce l'arrivée de Lione au chant pour la tournée Poetry for the Poisoned après le départ de Khan. 70000 Tons of Metal est son dernier des 49 concerts avec eux en janvier 2013.

### Angra
Fabio participe au 70000 Tons of Metal avec le groupe brésilien Angra. Les deux concerts sont un succès et Fabio joue de nouveau avec eux au Live n' Louder Festival de São Paulo aux côtés de Twisted Sister, Metal Church et Loudness. Par la suite, le groupe effectue une tournée commémorative pour les 20 ans de l'album Angels Cry. Angra annonce la sortie d'un nouvel album, et le premier à faire participer Fabio Lione, intitulé Secret Garden. L'album est publié par JVC en Asie le 17 décembre, via Universal Music au Brésil et chez Edel Music en Europe le 16 janvier 2015, puis plus tard en Amérique du Nord et en Russie.

### Eurobeat
Le premier morceau Eurobeat de Lione, Eye of the Tiger, est publié au Japon en 2000. Pour ce projet, il se baptise J. Storm, un nom qui s'inspire de Joey Tempest. Il publie treize morceaux entre 2000 et 2005, et déclare ne plus vouloir faire de l'Eurobeat à l'avenir. Cependant, il revient avec un nouveau morceau, Dancing into Fire en 2013.

### Turilli / Lione Rhapsody
En 2018, il rejoint à nouveau Luca Turilli de Rhapsody of Fire, avec d'autres anciens musiciens du groupe, Dominique Leurquin, Patrice Guers et Alex Holzwarth, sous le nom Turilli / Lione Rhapsody. Le groupe lance une campagne de crowdfunding sur Indiegogo, avec un objectif de 40 000 euros atteint au bout de 10 jours.
Le groupe publie son premier album Zero Gravity (Rebirth and Evolution) le 5 juillet 2019, sous le label Nuclear Blast.

## Discographie

### Labyrinth
- 1996 : No Limits

### Athena
- 1998 : A New Religion?

### Vision Divine
- 1999 : Vision Divine
- 2002 : Send Me an Angel
- 2009 : 9 Degrees West of the Moon
- 2012 : Destination set to Nowhere

### Rhapsody of Fire
- 1997 : Legendary Tales
- 1998 : Symphony of Enchanted Lands
- 2000 : Dawn of Victory
- 2001 : Rain of a Thousand Flames
- 2002 : Power of the Dragonflame
- 2004 : Symphony of Enchanted Lands II: The Dark Secret
- 2006 : Live in Canada 2005 - The Dark Secret
- 2006 : Triumph or Agony
- 2010 : The Frozen Tears of Angels
- 2011 : The Cold Embrace of Fear
- 2011 : From Chaos to Eternity
- 2013 : Dark Wings of Steel
- 2016 : Into the Legend

### Angra
- 2013 : Angels Cry: 20th Anniversary Tour
- 2014 : Secret Garden
- 2018 : OMNI
- 2023 : Cycles of Pain

### Apparitions
- 2000 : Ayreon - Universal Migrator Part 2: Flight of the Migrator, seulement pour la piste 6, Trough the Wormhole
- 2018: Nanowar Of Steel : Barbie MILF Princess of The Twilight [6]
- 2016 : Derdian : Revolution Era, seulement pour la piste 7, Lord of war

### Turilli / Lione Rhapsody
- 2019 : Zero Gravity (Rebirth and Evolution)